# Shannonomyia halterata
Shannonomyia halterata är en tvåvingeart som beskrevs av Alexander 1967. Shannonomyia halterata ingår i släktet Shannonomyia och familjen småharkrankar. Inga underarter finns listade i Catalogue of Life.